# Heliophanus improcerus
Heliophanus improcerus este o specie de păianjeni din genul Heliophanus, familia Salticidae, descrisă de Wesolowska, 1986. Conform Catalogue of Life specia Heliophanus improcerus nu are subspecii cunoscute.